# Tour de Nabburg

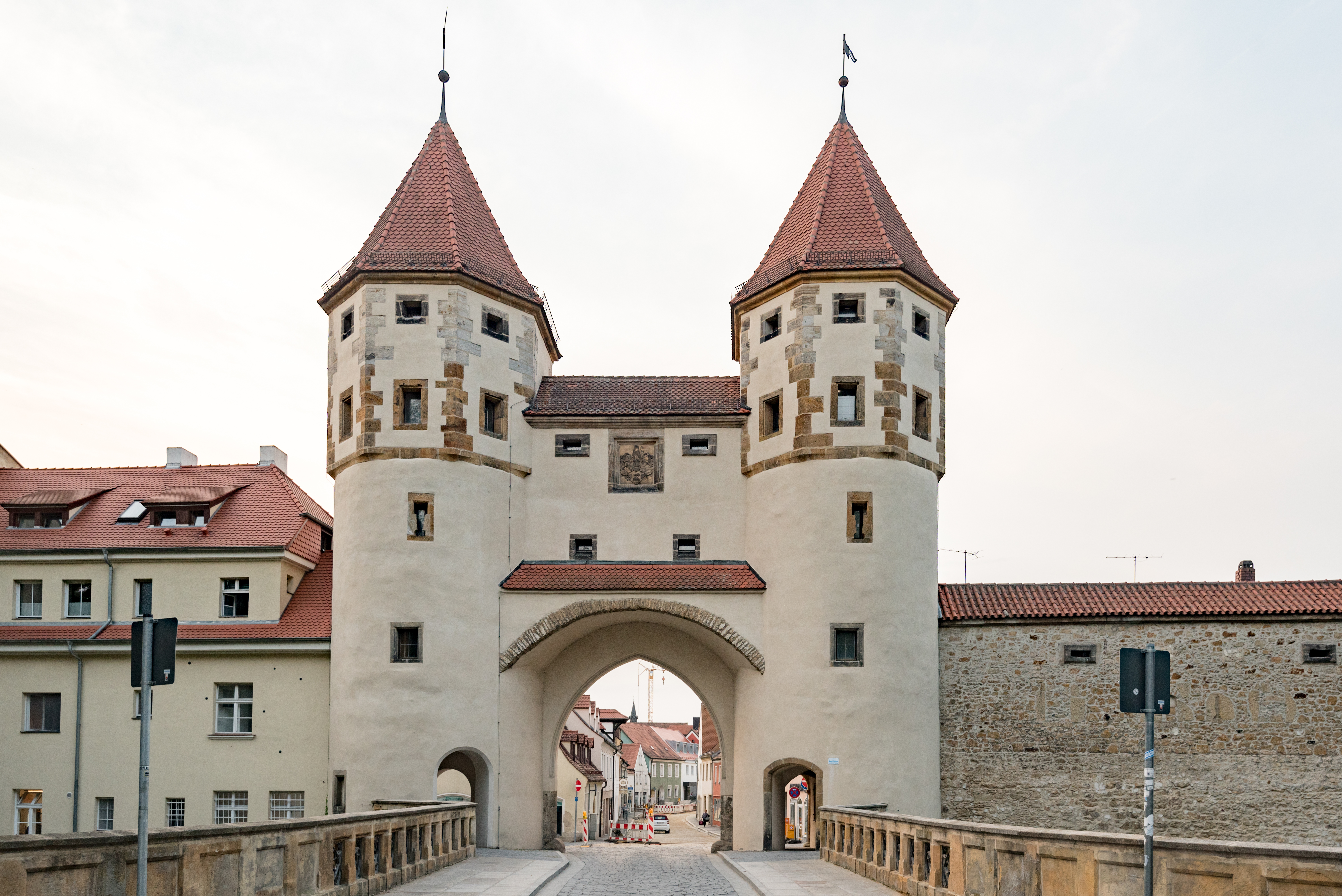
Vue de la tour de Nabburg.

La tour de Nabburg (Nabburger Tor) est la tour la plus ancienne des fortifications de la ville d'Amberg dans le Haut-Palatinat. Elle date de la Renaissance et doit son nom à la ville de Nabburg.

## Histoire

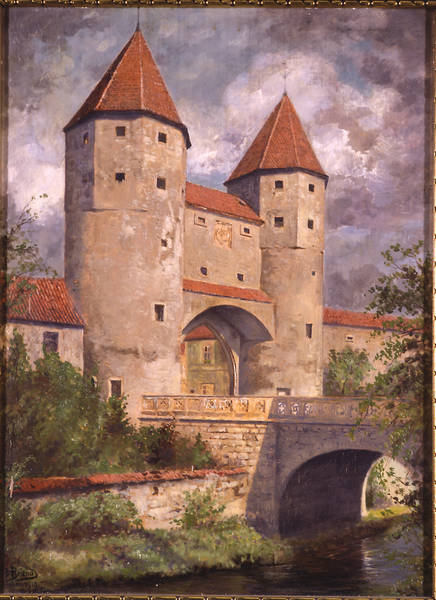
La Tour de Nabburg, huile sur toile de Hans Bartolo Brand (1910).

Les fortifications de la ville au XIIIe siècle comprenaient déjà une première porte de Nabburg dans la zone de l'actuelle Bahnhofstrasse (rue de la Gare). On ne sait rien de son apparence. Au XIVe siècle, les fortifications de la ville d'Amberg (la construction a commencé le 2 mai 1326) ont été élargies pour inclure les faubourgs de Georgen et de Spitalvorstadt, et au cours de cette expansion de la ville, une autre porte de Nabburg a été construite, dont il est fait mention pour la première fois en 1382. C'était une porte avec un arc brisé et flanquée de deux tours semi-circulaires. Les tours de ce complexe de tours jumelles n'avaient que trois étages et n'avaient pas encore de structure polygonale. Pendant la construction du rempart extérieur entre la tour de la Vils et l'église Saint-Georges au XVe siècle, un étage était placé au-dessus de la porte de Nabburg, qui était formée par cinq côtés d'un octogone à l'avant et aplatie vers l'arrière. À cette époque, il n'y avait qu'un parapet fortifié avec des créneaux au-dessus de l'ouverture de la porte, derrière laquelle courait un chemin de ronde ouvert. 
En 1587, la porte prend en grande partie son aspect actuel sous le comte palatin Jean-Casimir. Les deux tours sont surélevées et le bâtiment central également. Ces modifications peuvent être reconnues par le grès utilisé. De plus, la porte reçoit une barbacane trapézoïdale, qui est tournée vers l'extérieur avec des blocs de pierre en bossage. Lorsque le pont sur les douves de la ville a été construit en 1869, cela a été démoli et les armoiries de la ville d'Amberg ont été déplacées à l'arrière de la porte.

## Construction

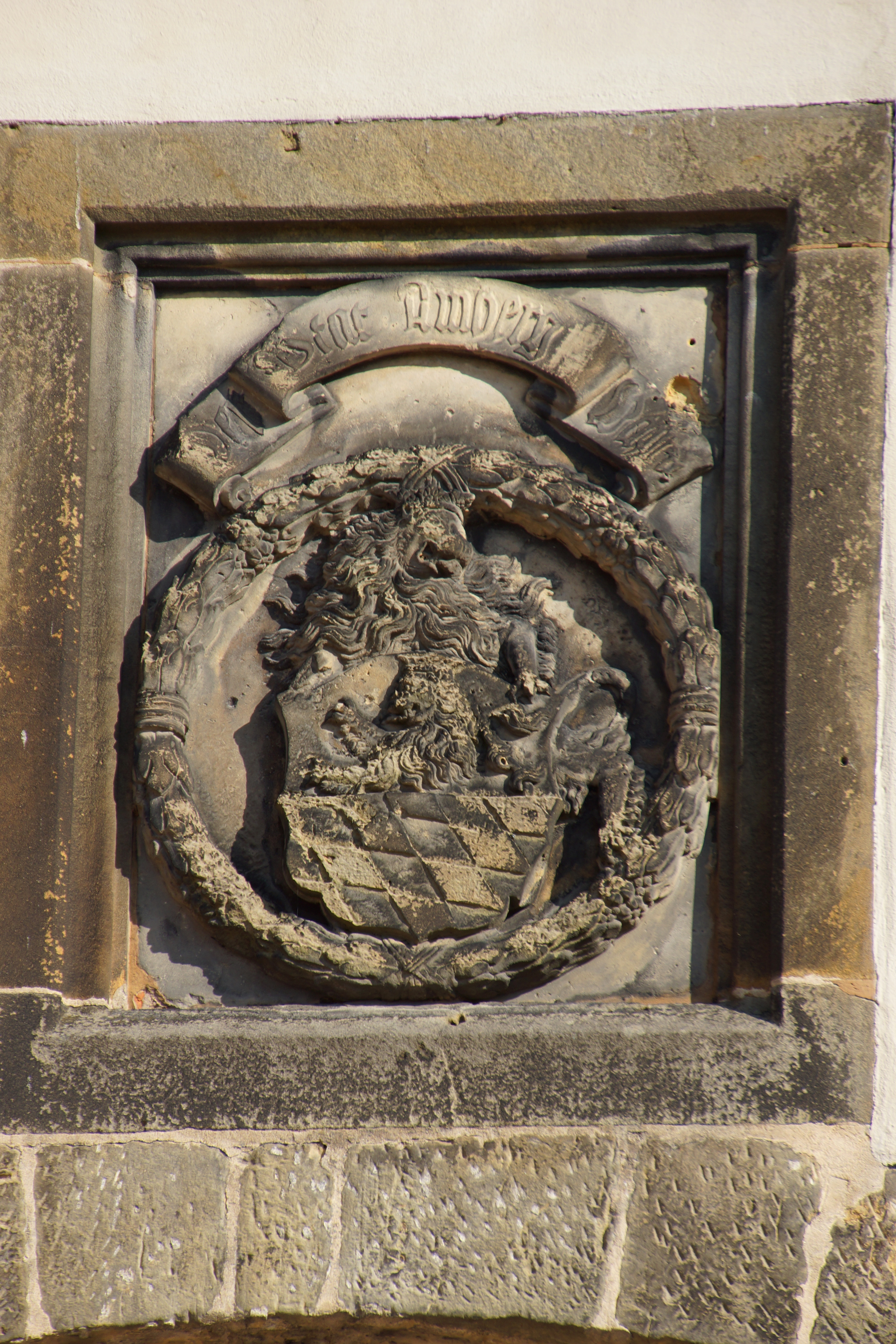
Armoiries du Lion du Palatinat.

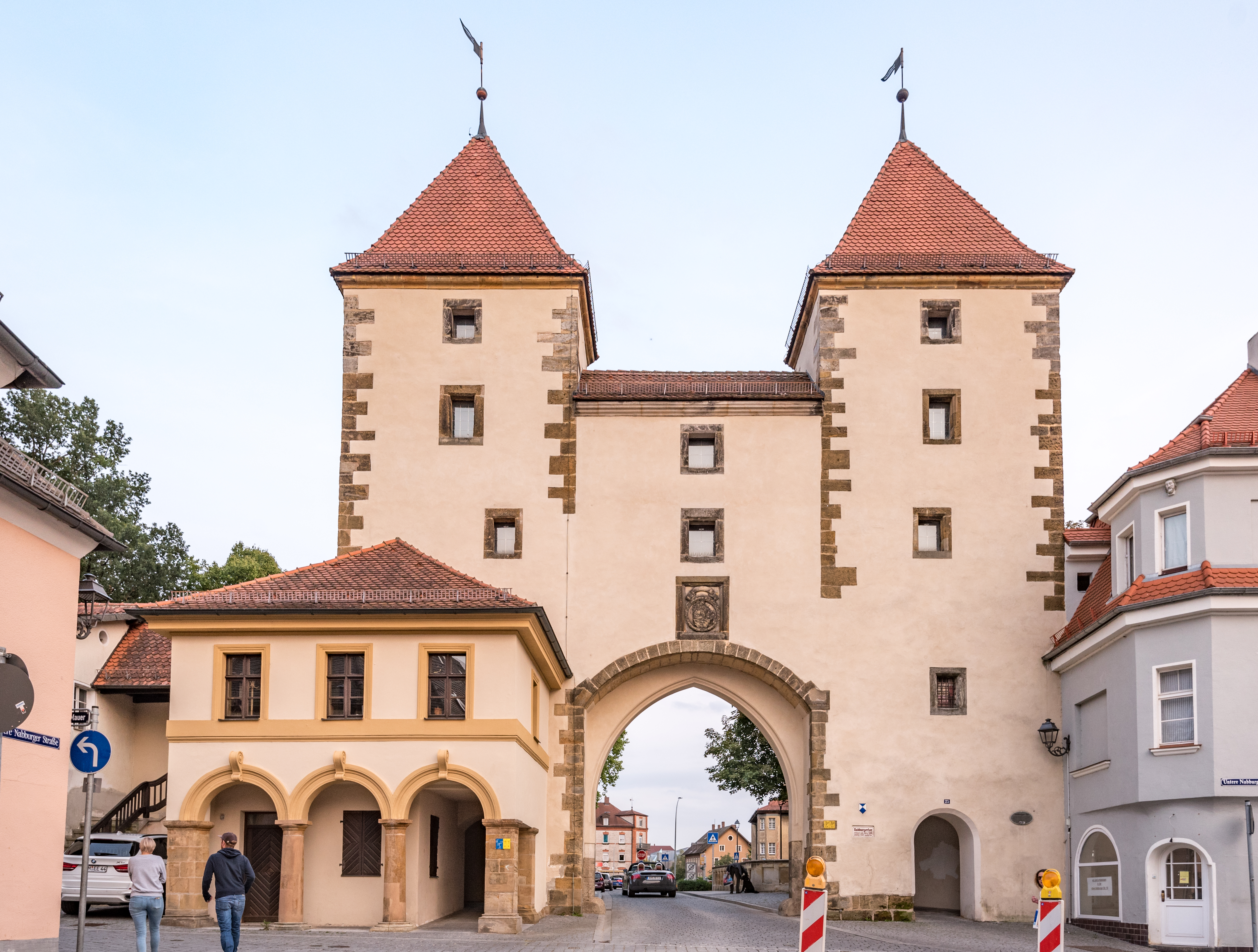
Vue de la tour de Nabburg du côté de la ville.

La porte est en pierre de carrière recouverte de maçonnerie plâtrée. L'élévation du XVIe siècle est réalisée selon un plan cuboïde. L'arc côté ville date de la période gothique. Il est en pointe vers le haut ; il a un profilage d'arrondi et congé et moulure et comprend à la base des bouteroues. Le bâtiment central a deux étages et le blason du Palatinat est fixé au sommet de l'arc. Sur son cadre supérieur, on trouve dans un cartouche rectangulaire  l'inscription « J. C. P. T. et. A. » qui signifie « Johannes Casimirus Comes Palatinus Tutor et Administrator ».
Les deux tours de flanc ont une hauteur de 23 mètres ; la sous-structure semi-circulaire a une épaisseur de paroi de 1,35 mètre. Au deuxième étage, elles forment un octogone. Des escaliers dans les tours mènent au chemin de ronde et au grenier du bâtiment central. C'est plus haut que la passerelle de l'enceinte de la ville. Au début du XIXe siècle, des passages piétonniers ont été ouverts au rez-de-chaussée des tours. Le sous-sol a été utilisé comme prison dans le passé et dans le passage de la tour Est, on peut encore voir une ouverture rectangulaire à travers laquelle les délinquants pouvaient être descendus dans une pièce sans fenêtre.
Côté ville, le chaînage d'angle des tours montre que le chemin de ronde était ouvert vers l'arrière. L'inscription « 1587 G. H. » peut être lue au-dessus de la fenêtre du haut, qui fait référence à l'époque de la construction et à l'architecte de la ville Georg Haßfurter. L'ancien pavillon de garde, qui date de la seconde moitié du XVIIe siècle, est attaché à la tour orientale. Il présente des arcs arrondis profilés et dans le sommet des ornements en forme de spirale (volutes).
Il y avait un octroi devant la porte jusque dans les années 1930. Cette taxe était perçue pour les marchandises venant de l'extérieur. Au milieu des années 1950, lors de la construction du rond-point, le petit bureau de l'octroi a été démoli. Aujourd'hui, la tour de Nabburg n'est accessible que dans une seule direction hors de la ville.